# Prúdy
Prúdy – słowacki zespół rockowy. Zaliczany do najważniejszych grup w historii słowackiej muzyki rockowej.

## Historia
Zespół założył w 1963 roku wokalista, kompozytor i gitarzysta Pavol Hammel (ur. 1948). 
Grupa powstała pod nazwą The Jets, po kilku tygodniach zmieniła nazwę na aktualną. Początkowo grała w stylu The Beatles i The Who. W 1967 dołączył do niej grający na instrumentach klawiszowych Marián Varga, a brzmienie zespołu zmieniło się na bardziej psychodeliczne. 
Album Zvoňte, zvonky z 1969 został skompilowany z nagrań dla radia w Bratysławie. W 2007 zajął pierwsze miejsce w plebiscycie na 100 najlepszych słowackich albumów wszech czasów zorganizowanym przez dziennik Nový čas. Według Rafała Ziemby jest to najlepsza czechosłowacka płyta lat 60., zwracająca uwagę tekstami i aranżacjami.
W 1969 grupa nagrała kolejny album Pokoj vám, który został zatrzymany przez cenzurę z powodu zbyt przygnębiających tekstów. Został wydany dopiero w 1998.
Varga oraz basista, Fedor Frešo opuścili Prúdy w 1969 zakładając Collegium Musicum. Po tym okresie grupa występowała jako Pavol Hammel & Prudy, a lider dość często zmieniał towarzyszących muzyków. Hammel wraz z Vargą w 1972 nagrali wspólnie płytę Zelená pošta.
Ostatni album studyjny zespół nagrał w 1999, wtedy Hammel zaprosił większość byłych współpracowników, tak że skład określono jako „supergrupę”.

## Dyskografia
Lista albumów długogrających:
- Zvoňte, zvonky (1969)
- Pavol Hammel ›Prúdy‹ (1970)
- Som šťastný, keď ste šťastní (1972)
- Šľahačková princezná (1973)
- Hráč (1975)
- Stretnutie s tichom (1978)
- Vrabec Vševed (1979)
- Faust a margaréty (1980)
- Čas malín (1981)
- Divadielka v tráve (1984)
- Čierna ovca, biela vrana (1985)
- Verejná lyrika (1987)
- Pokoj vám (1998) (nagrany w 1969)
- Pavol Hammel & Prúdy 1999 (1999)